# Jim Rice
James Edward Rice (ur. 8 marca 1953) – amerykański baseballista, który występował na pozycji lewozapolowego i jako designated hitter przez szesnaście sezonów w Boston Red Sox.
Rice po ukończeniu szkoły średniej został wybrany w 1971 w pierwszej rundzie draftu z numerem piętnastym przez Boston Red Sox i początkowo grał w klubach farmerskich tego zespołu, między innymi w Pawtucket Red Sox, reprezentującym poziom Triple-A. W Major League Baseball zadebiutował 19 sierpnia 1974 w meczu przeciwko Chicago White Sox, w którym zaliczył RBI. W 1975 w głosowaniu do nagrody AL Rookie of the Year zajął 2. miejsce za Fredem Lynnem z Red Sox. Dwa lata później po raz pierwszy wystąpił w Meczu Gwiazd.
W sezonie 1978 przy średniej uderzeń 0,315 (3. wynik w lidze), zdobywając najwięcej w lidze home runów (46, w tej klasyfikacji zwyciężał także w 1977 i 1983 roku), zaliczając najwięcej uderzeń (213) i RBI (139), a także mając najlepszy wskaźnik slugging percentage (0,600), został wybrany najbardziej wartościowym zawodnikiem. W 1983 i 1984 otrzymał nagrodę Silver Slugger Award spośród zapolowych. W 2009 został uhonorowany członkostwem w Baseball Hall of Fame.
| Nagroda/wyróżnienie            | Lata                                           | Źródło |
| MVP American League            | 1978                                           | [ 6 ]  |
| 8× All-Star                    | 1977, 1978, 1979, 1980, 1983, 1984, 1985, 1986 | [ 1 ]  |
| 2× Silver Slugger Award        | 1983, 1984                                     | [ 7 ]  |
| Baseball Hall of Fame          | od 2009                                        | [ 8 ]  |
| # 14 zastrzeżony przez Red Sox | 2009                                           | [ 9 ]  |